# Noah Muller
Noah Muller (* 4. November 1998 in Amsterdam) ist ein niederländischer Eishockeyspieler, der seit 2020 bei den Tilburg Trappers in der drittklassigen deutschen Oberliga Nord unter Vertrag steht.

## Karriere

### Klubs
Noah Muller begann seine Karriere im Nachwuchsbereich des Kölner EC, später spielte er auch bei der Düsseldorfer EG, für die er drei Jahre in der Deutschen Nachwuchsliga auflief. 2017 wechselte er zum Studium in die Vereinigten Staaten und spielte dort drei Jahre für die Saint Michael’s Purple Knights in der Division III der National Collegiate Athletic Association. Seit 2020 spielt er bei den Tilburg Trappers in der drittklassigen deutschen Oberliga Nord.

### International
Im Juniorenbereich spielte Muller für die Niederlande bei den U18-Weltmeisterschaften 2015 und 2016 sowie den U20-Weltmeisterschaften 2016, 2017 und 2018 jeweils in der Division II.
Sein Debüt in der niederländischen Nationalmannschaft gab Muller bei der Weltmeisterschaft 2022 in der Division II, als der Aufstieg in die Division I gelang. Dort spielte er dann bei der Weltmeisterschaft 2023. Auch an der Qualifikation für die Olympischen Winterspiele in Mailand 2026 nahm er teil.

## Erfolge und Auszeichnungen
- 2022 Aufstieg in die Division I, Gruppe B, bei der Weltmeisterschaft der Division II, Gruppe A